# Ken Trevey
 (août 2024).
Ken Trevey est un scénariste américain né le 1er décembre 1929 en Californie (États-Unis), décédé le 8 juillet 1992 à Los Angeles (Californie).

## Filmographie
- 1967 : Gunsmoke ("Gunsmoke" (1955) TV Series (writer))
- 1971 : Cannon ("Cannon") (série TV)
- 1972 : The Weekend Nun (TV)
- 1974 : The Hanged Man (TV)
- 1975 : The Swiss Family Robinson (TV)
- 1976 : McNaughton's Daughter (TV)
- 1976 : Banjo Hackett: Roamin' Free (en) (TV)
- 1980 : Amber Waves (TV)
- 1982 : Memories Never Die (TV)
- 1990 : Fall from Grace (TV)